# Giuseppe Tacchella
Giuseppe Tacchella (Montoggio, 10 maggio 1892 – Genova, 28 febbraio 1935) è stato un matematico italiano.

## Biografia
Nacque a Montoggio, nell'entroterra ligure, da famiglia residente a Genova. Terminati gli studi secondari si iscrisse alla Facoltà di Scienze dell'Università di Genova, ma nel 1916 fu chiamato alle armi per partecipare alla prima guerra mondiale e fu inviato sul fronte del Piave. Nel giugno 1918, durante l'offensiva del Piave, venne ferito ad un polmone da una pallottola di mitragliatrice e fu ricoverato per venti giorni in ospedale, ma in agosto ritornò al suo posto in linea. Terminato il conflitto riprese gli studi e nel 1921 si laureò a pieni voti in matematica all'Università di Genova. La Facoltà di Scienze gli assegnò anche il premio istituito da Gabriele Torelli in memoria del figlio Ruggero, caduto in guerra. 
Su proposta di Gino Loria, nel 1921 fu nominato assistente alla cattedra di Geometria descrittiva. La ferita riportata nella battaglia del Piave si era però solo apparentemente rimarginata e venne ascritto nella categoria dei grandi invalidi di guerra. Nel frattempo le autorità militari lo promossero al grado di Tenente di Artiglieria. 
Nel 1931 gli fu conferita l'onorificenza di Cavaliere nell'Ordine della Corona d'Italia (con regio decreto del 28 agosto).  
Nel 1933 conseguì la libera docenza in geometria descrittiva, ma non poté assumere l'incarico per il precario stato di salute. Mantenne l'incarico di assistente alla cattedra di geometria descrittiva fino alla morte, che sopraggiunse per complicazioni derivanti da un attacco d'influenza il 28 febbraio 1935.  
Fu socio della Società ligustica di Scienze e Lettere e della Società italiana di scienze matematiche e fisiche, della quale fu anche segretario della sezione ligure.

## Pubblicazioni
Tra le sue pubblicazioni e articoli monografici:
- Sulle macchine aritmetiche, in Periodico di matematica, Ser. IV, Vol. III, 1923
- Sulle macchine analitiche, in Periodico di matematica, Ser. IV, Vol. IV, 1924
- La visibilità dei poliedri convessi rappresentati col metodo di Monge, in Atti della Società Ligustica di Scienze e Lettere, 1927
- Matematici italiani caduti nella grande guerra, ed. La Vittoria, Genova, 1929
- Calcolo meccanico, in Enciclopedia Hoepli delle matematiche elementari, Vol. I, Parte I, Milano, 1930
- Sulle divisioni semiregolari del piano, in Atti della Società Ligustica di Scienze e Lettere, Vol. X, 1931
- Studio storico-critico sui primi diciassette problemi proposti da N. Tartaglia e L. Ferrari, Genova, 1933
- Fondamenti di geometria analitica a due e a tre dimensioni dei luoghi lineari composti, in Giornale di matematiche, LXXI, 1933
- Sulla rappresentazione analitica di figure composte, in Il Bollettino di Matematica, 1935
- Spezzate, piane e gobbe composte in rappresentazione parametrica, in Atti della Società ligustica di Scienze e Lettere, 1935

## Fonti biografiche
- Gino Loria, Giuseppe Tacchella, in "Atti della Regia Università degli Studi di Genova", vol. XIII, 1935 [1]